# Ross Marquand
Roscoe Wayne Marquand (sinh ngày 22 tháng 8 năm 1981) là một nam diễn viên người Mỹ.
Anh được biết đến nhiều nhất với vai Aaron trong The Walking Dead. Marquand cũng thủ vai Red Skull trong Avengers: Infinity War (2018) và Avengers: Endgame (2019).

## Early life
Marquand sinh ở Fort Collins, Colorado. Bước đột phá đầu tiên của anh vào diễn xuất bắt đầu lúc 9 tuổi khi anh đóng một phần nhỏ trong cuộc thi nhà thờ. Ngay sau đó, anh gia nhập Hướng đạo sinh (nơi anh đạt được thứ hạng Hướng đạo Eagle và bắt đầu mạo danh nhân vật nổi tiếng tại các buổi lễ lửa trại.

## Danh sách phim

### Điện ảnh
| Năm  | Tên                                                  | Vai                 | Ghi chú |
| ---- | ---------------------------------------------------- | ------------------- | ------- |
| 2006 | Love Sick                                            |                     |         |
| 2007 | Saturday Night Special                               | Aaron Nash          |         |
| 2007 | The Deadening                                        |                     |         |
| 2008 | There Will Be Bud                                    | Daniel Puffington   |         |
| 2008 | Sex & Los Angeles                                    |                     |         |
| 2008 | Kate Wakes                                           |                     |         |
| 2009 | A Lonely Place for Dying                             | Nikolai Dzerzhinsky |         |
| 2009 | The Inappropriate Behavior of Our Alleged Loved Ones | Eric                |         |
| 2010 | Happily After                                        | Tristan             |         |
| 2010 | Woodshop                                             | Gary                |         |
| 2010 | Slings and Arrows                                    | Charley             |         |
| 2011 | The Congregation                                     | John Christner      |         |
| 2012 | Eden                                                 | Max                 |         |
| 2012 | Sabbatical                                           |                     |         |
| 2012 | Broken Roads                                         | David Warwick       |         |
| 2013 | Down and Dangerous                                   | Henry Langlois      |         |
| 2013 | Christmas Party Conversations: Part I                |                     |         |
| 2013 | The Program                                          | Michael             |         |
| 2014 | Amira & Sam                                          | Greg                |         |
| 2014 | Camera Trap                                          | Jack                |         |
| 2015 | Une Libération                                       | Jean                |         |
| 2015 | Spare Change                                         |                     |         |
| 2016 | Sheep and Wolves                                     | Ziko                |         |
| 2018 | Biệt đội siêu anh hùng: Cuộc chiến vô cực            | Red Skull           |         |

### Truyền hình
| Năm      | Tên              | Vai         | Ghi chú |
| -------- | ---------------- | ----------- | ------- |
| 2006     | LA Forensics     |             |         |
| 2009     | I <3 Vampires    |             |         |
| 2012     | The Flipside     |             |         |
| 2013     | Mad Men          | Paul Newman |         |
| 2013–14  | Conan            |             |         |
| 2014     | Phineas and Ferb | Han Solo    |         |
| 2015     | Impress Me       | Ross Marvin |         |
| 2015–nay | The Walking Dead | Aaron       |         |
| 2015–17  | Talking Dead     |             |         |
| 2016     | Deadbeat         | Hugh Janus  |         |
| 2017     | Brockmire        |             |         |
| 2017     | The Last Tycoon  |             |         |
| 2018     | Robot Chicken    |             |         |

### Trò chơi điện tử
| Năm  | Tên                           | Vai      | Ghi chú    |
| ---- | ----------------------------- | -------- | ---------- |
| 2015 | Battlefield Hardline          |          | Lồng tiếng |
| 2016 | Star Wars: Trials on Tatooine | Han Solo | Lồng tiếng |

## Giải thưởng và đề cử
| Năm  | Giải thưởng           | Hạng mục              | Đối tượng đề cử    | Kết quả |
| ---- | --------------------- | --------------------- | ------------------ | ------- |
| 2013 | Maverick Movie Awards | Best Supporting Actor | Down and Dangerous | Đề cử   |
| 2015 | Maverick Movie Awards | Best Actor            | Une Libération     | Đề cử   |